# Sylva, or A Discourse of Forest-Trees and the Propagation of Timber
Sylva, or A Discourse of Forest-Trees and the Propagation of Timber in His Majesty's Dominions (Sylva, o discurso de los árboles forestales y la propagación maderera en los dominios de Su Majestad) es una obra del escritor inglés John Evelyn. Presentada primero en 1662 como artículo a la Sociedad Real, se publicó como libro dos años más tarde en 1664, y está reconocido como uno de los textos más influyentes de la silvicultura nunca publicado. Tuvo tres ediciones en vida del autor y varias más después de su muerte.
Escritor, jardinero aficionado a la botánica y conocido sobre todo por el diario de su vida que dejó escrito, Evelyn era experto en árboles. Su Sylva fue escrito para animar a los propietarios de tierras de Gran Bretaña a plantar especies forestales maderables en sus propiedades para proporcionar madera a las crecientes necesidades de la poderosa Armada Británica de la época. Denunciaba que en el país se estaba agotando rápidamente la madera que las fábricas de vidrio y los hornos de hierro utilizaban como combustible, más barata y accesible que el carbón, mientras que no se hacía ningún intento de paliar el daño y anticiparse a su carencia mediante la plantación de nuevos árboles.

## Ediciones
- En 1662 el artículo Sylva fue presentado a la Sociedad Real el 16 de febrero de 1662.
- En 1664 se edita la primera edición impresa por el editor John Martyn para la Sociedad Real, siendo el primer libro publicado después de la concesión de su Carta Real como editores en 1662.[3]
- En 1670 se publicó la segunda edición, en la que fueron añadidos varios gravados.
- En 1679, la tercera, que incluía un nuevo ensayo de John Evelyn sobre los suelos para cultivo titulado Terra, a Philosophical Essay of Earth, being a Lecture in Course (Terra, un ensayo filosófico de la Tierra, como conferencia en curso.
- En 1706, trabajando en la cuarta edición murió el autor publicándose poco después de su muerte del autor. Salió con su título deletreó como Silva, y contenía una nueva sección titulada Dendrologia, Pomona; Or, An Appendix concerning Fruit-Trees in relation to CIDER and Kalendarium Hortense (Dendrologia, Pomona; o un apéndice sobre los árboles frutales en relación con la sidra y el Kalendarium Hortense.

## Ediciones póstumas
- 1707 Silva edición.
- 1729 Silva edición.

Cinco ediciones estuvieron editadas por Alexander Hunter (1729-1809):
- 1776 (con ilustraciones de John Miller)
- 1786
- 1801
- 1812
- 1825

### Reproducciones recientes
- Un facsímil de la primera edición (1664) estuvo producido en 1972 por la editorial Scolar Prensa.
- La cuarta edición (1706) fue reimpresa en 1908 por Doubleday & Co. Con un prefacio de John Nisbet. Esta edición de 1908 fue reproducida en facsímil para su publicación por la editorial Kessinger el 30 de noviembre de 2007.[4]
- Una edición nueva por Gabriel Hemery con ilustraciones deSarah Simblet ha sido publicada en 2014 por Bloomsbury coincidiendo con el 350.º aniversario de la primera publicación del libro.  Su título es The New Sylva: a discourse of forest and orchard trees for the twenty-first century (La nueva Sylva: un discurso sobre los bosques bosques y árboles frutales para el siglo XXI). Los autores llevaban un blog durante la creación del libro: The New Sylva[5]